# Start (album)
Start – drugi album zespołu Rh+ wydany w 2008 roku przez wytwórnię My Music. Zawiera jedenaście kompozycji w stylistyce rock i ska.

## Spis utworów
| L.p. | Tytuł utworu     | Czas trwania |
| ---- | ---------------- | ------------ |
| 1    | Po prostu miłość | 3:02         |
| 2    | Złap mnie        | 2:33         |
| 3    | Wiem             | 3:21         |
| 4    | Osaczony         | 3:15         |
| 5    | Nadzieja         | 3:34         |
| 6    | Pszczoły         | 3:34         |
| 7    | Wiara            | 4:10         |
| 8    | Na pokładzie     | 3:43         |
| 9    | Drzewo           | 4:14         |
| 10   | Nie mają sensu   | 4:04         |
| 11   | Szarość          | 4:57         |